# سونی آلفا ۹۰۰
سونی آلفا ۹۰۰ (به انگلیسی: Sony Alpha 900) یک دوربین عکاسی ساخت شرکت سونی است.